# Sheppardia
Sheppardia là một chi chim trong họ Muscicapidae.